# PRIDE 武士道 -其の参-
PRIDE 武士道 -其の参-（プライド ぶしどう そのさん）は、日本の総合格闘技イベント「PRIDE」の大会の一つ。2004年（平成16年）5月23日、神奈川県横浜市の横浜アリーナで開催された。

## 大会概要
2大会連続のメインイベント出場となった美濃輪育久はハイアン・グレイシー相手に猛攻を見せ、判定で敗れるも試合中「俺は、プロレスラーだ!」と叫び、試合後ハイアンに対しケンカを売るなどその存在感を発揮し始めた。
再び行われたグレイシーとの対抗戦は、対抗戦の結末よりも当時無敗を誇ったハウフ・グレイシーからPRIDEとしては最短となる6秒のKO勝利を挙げた五味隆典に注目が集まった。
DEEPに参戦していた長南亮が初参戦するも、ヒカルド・アルメイダの前に敗れた。
ミルコ・クロコップは3大会連続参戦。

## 試合結果
武士道挑戦試合 5分2R
○  ベルトラン・アモーゾ vs.  羅王 ×
2R 0:29 TKO（レフェリーストップ：スタンドパンチ連打）
武士道挑戦試合 5分2R
○  藤井軍鶏侍 vs.  キム・ジン・オー ×
1R 2:58 スリーパーホールド
武士道挑戦試合 5分2R
○  エメリヤーエンコ・アレキサンダー vs.  マット・"ザ・ツイン・タイガー" ×
1R 3:16 スリーパーホールド
第1試合 PRIDE武士道ルール 1R10分、2R5分
○  チェ・ム・ベ vs.  山本宜久 ×
2R終了 判定3-0
第2試合 PRIDE武士道ルール 1R10分、2R5分
○  三崎和雄 vs.  ジョルジ・パチーユ・マカコ ×
2R終了 判定3-0
第3試合 PRIDE武士道ルール 1R10分、2R5分
○  高瀬大樹 vs.  カーロス・ニュートン ×
2R終了 判定2-1
第4試合 PRIDE武士道ルール 1R10分、2R5分
○  小路晃 vs.  玉海力 ×
1R 0:18 TKO（レフェリーストップ：パウンド）
第5試合 PRIDE武士道ルール 1R10分、2R5分
○  中村和裕 vs  ハリッド"ディ・ファウスト" ×
1R 4:45 腕ひしぎ十字固め
第6試合 武士道スペシャルマッチ 1R10分、2R5分
○  ミルコ・クロコップ vs.  金原弘光 ×
2R終了 判定3-0
第7試合 日本VSチーム・グレイシー 3対3対抗戦 先鋒戦 1R10分、2R5分
○  ヒカルド・アルメイダ vs.  長南亮 ×
2R終了 判定3-0
第8試合 日本VSチーム・グレイシー 3対3対抗戦 中堅戦 1R10分、2R5分
○  五味隆典 vs.  ハウフ・グレイシー ×
1R 0:06 KO（グラウンドの膝蹴り）
第9試合 日本VSチーム・グレイシー 3対3対抗戦 大将戦 1R10分、2R5分
○  ハイアン・グレイシー vs.  美濃輪育久 ×
2R終了 判定2-1